# 感情への訴えかけ
感情への訴えかけ（かんじょうへのうったえかけ、Appeal to emotion）または感情に訴える論証（かんじょうにうったえるろんしょう、argumentum ad passiones）は、特に事実のエビデンスがない場合に、議論に勝つために受け手の感情を操作することを特徴とする非形式的誤謬。この種の感情への訴えかけは、一種の燻製ニシンの虚偽であり、結果への訴えかけ、恐怖への訴えかけ、同情への訴えかけ、嘲笑への訴えかけ、希望的観測を含むいくつかの論理的誤謬を含む。 

## 例
- 子供たちのことを考えろ
- ヒトラーに例える論証